# Рассвет (Оренбургская область)
Рассвет — посёлок в Ясненском городском округе Оренбургской области России.
Согласно административно-территориальному устройству сохраняет свой статус и входит в Акжарский сельсовет, Ясненский район.  Проживают казахи.

## География
Посёлок находится в юго-восточной части области, в степной зоне, в пределах Кумакско-Киембайского холмисто-увалистого района Зауральского плато, по берегу реки Большой Кумак.
Абсолютная высота — 242 метра над уровня моря.
Уличная сеть
состоит из двух улиц: Верхняя и Центральная.
Климат
умеренный, резко континентальный. Средняя температура января −18 °C, июля — +21 °C. Годовое количество осадков — 250—290 мм.

## История
В 1984 г. Указом Президиума ВС РСФСР посёлок отделения № 1 совхоза «Акжарский» переименован в Рассвет.
До 1 января 2016 года посёлок входил в состав муниципального образования Акжарский сельсовет.

## Население
| 2010 |
| ---- |
| 69   |

Национальный состав
Согласно результатам переписи 2002 года, в национальной структуре населения казахи составляли 74 % от 141 жителя.

## Инфраструктура
Развито сельское хозяйство.

## Транспорт
Доступен автотранспортом. 